# لیکشور (فلوریدا)
لیکشور (به انگلیسی: Lakeshore) یک منطقهٔ مسکونی در ایالات متحده آمریکا است که در شهرستان پولک، فلوریدا واقع شده‌است. لیکشور ۲۰٫۱۲ متر بالاتر از سطح دریا قرار دارد.